# 邵郊
邵郊（1923年—2017年9月18日），男，山东济南人，中国生理心理学家，中国心理学会会士，曾任北京大学教授、博士生导师。